# Calyculogygas
Calyculogygas é um género botânico pertencente à família Malvaceae.

## Espécies
- Calyculogygas uruguayensis Krapov.